# The Diver (film 1913)
The Diver è un cortometraggio muto del 1913 diretto da Captain Harry Lambart.

## Produzione
Il film fu prodotto dalla Vitagraph Company of America.

## Distribuzione
Distribuito dalla General Film Company, il film - un cortometraggio in due bobine - uscì nelle sale cinematografiche statunitensi l'8 novembre 1913.